# Oh Jung-hee (Autorin)
Oh Jung-hee (* 9. November 1947 in Seoul) ist eine südkoreanische Autorin.

## Leben
Oh Jung-hee wurde 1947 in Seoul geboren. Sie war das fünfte Kind von insgesamt vier Töchtern und vier Söhnen. Wegen des Koreakriegs musste die Familie von Haeju in der nordkoreanischen Provinz Süd-Hwanghae nach Seoul und von Seoul wieder nach Hongju in der Provinz Ch'ungch'ŏng flüchten. Nach fünf Jahren Flüchtlingsleben zog die Familie 1955 nach Inch'ŏn und aufgrund der Versetzung des Vaters 1959 wieder nach Seoul. Die Erlebnisse auf der Flucht und in der Stadt Inch'ŏn verarbeitete die Autorin in Der Hof meiner Kindheit und Chinesen Straße.
Ab 1960 besuchte sie die Ehwa-Mittelschule. Infolge verzögerten Körperwachstums war sie die kleinste Schülerin ihres Jahrgangs. Ab 1963 besuchte sie die Ehwa-Oberschule. 1966 begann sie an der Sorabol Universität ihr Studium mit dem Hauptfach Literatur. 1968 erhielt die Autorin für ihre Erzählung Die Frau im Spielzeugladen den Literaturpreis der JoongAng Ilbo und begann ihre schriftstellerische Laufbahn. Bei ihrem ersten Interview verblüffte sie den Interviewer mit der Äußerung, der Name sei nicht so wichtig und sie wolle daher ihre Werke möglichst anonym veröffentlichen; außerdem würde sie nie im Auftrag anderer Erzählungen schreiben. Nach ihrem Debüt arbeitete sie für verschiedene Verlage und Zeitschriften, während sie weiterhin schrieb. 1974 heiratete sie und drei Jahre später bekam sie einen Sohn. Im selben Jahr publizierte sie ihren ersten Sammelband Der Fluss des Feuers. Ein Jahr danach zog sie mit ihrem Mann, der als wissenschaftlicher Mitarbeiter an der Kangwon Universität angestellt wurde, nach Ch'unch'ŏn, wo sie noch heute lebt. 1979 erhielt sie den Yi-Sang-Literaturpreis und zählt heute zu den bedeutenderen Autoren Südkoreas. Ihre Werke befassen sich hauptsächlich mit weiblichen Hauptpersonen und deren Familien. Sie wurden u. a. ins Englische, Französische und Deutsche übersetzt.

## Werke

### Koreanisch

#### Erzählbände
- 불의 강 (Der Fluss des Feuers) Seoul: Munhak-kwa chisŏngsa, 1977
- 유년의 뚤 (Der Hof meiner Kindheit) Seoul: Munhak-kwa chisŏngsa, 1981
- 동경 (Sehnsucht) Seoul: Tongsŏ munhwa, 1983
- 바람의 넋 (Die Seele des Windes) Seoul: Munhak-kwa chisŏngsa, 1986
- 불꽃놀이 (Feuerwerk) Seoul: Munhak-kwa chisŏngsa, 1995

#### Romane
- 새 (Vögel) Seoul: Munhak-kwa chisŏngsa, 1996

#### Märchen
Songi, mach das Fenster auf, es ist Morgen. Seoul: Hanyang 1993

### Übersetzungen

#### Deutsch
- Kupferspiegel, Bonn: bouvier Verlag Herbert Grundmann 1986
- Ganz still zu sein in: die horen, Zeitschrift für Literatur, Kunst und Kritik, 41. Jg., 4/96
- Die Seele des Windes. Erzählungen. Aus dem Koreanischen von Miy-He Kim und Sylvia Bräsel. Edition Peperkorn, Göttingen 1998, ISBN 3-929181-16-9
- Der Hof meiner Kindheit. Erzählungen. Aus dem Koreanischen von Kyung-He Brixel und Christa Wittermann. Edition Peperkorn, Thunum 2001, ISBN 3-929181-35-5
- Der Hof meiner Kindheit. Enthalten in: Anja K. Haftmann (Hrsg.), Versammelte Lichter. Pendragon, Bielefeld 2002, ISBN 3-934872-34-4
- Die Chinesenstraße. Enthalten in: Helga Picht, Heidi Kang (Hrsg.), Am Ende der Zeit. Pendragon, Bielefeld 1999, ISBN 3-929096-84-6
- Vögel. Roman. Übersetzt und mit einem Nachwort von Edeltrud Kim und Kim Sun-Hi. Pendragon, Bielefeld 2002, ISBN 3-934872-26-3; Unionsverlag, Zürich 2005, ISBN 3-293-20329-9
- Der Gedenkstein. Erzählungen. Übersetzt und mit einem Nachwort von Kim Sun-Hi und Edeltrud Kim. Pendragon, Bielefeld 2006, ISBN 3-86532-036-8

#### Englisch
- Chinatown Seoul: Jimoondang Publishing Company 2003
- The Old Well: The Stories of Oh Jung-Hee Emerson College, 2000
- WAYFARER Women in Translation, 1997
- Words of Farewell Sealpress, 1989

## Auszeichnungen
- 1979: Yi-Sang-Literaturpreis
- 1982: Tongin-Literaturpreis
- 1996: O-Yŏng-su-Literaturpreis
- 1996: Tongsŏ-Literaturpreis
- 2003: LiBeraturpreis[4]